# Constante de Carter
La constante de Carter est, en relativité générale, une constante du mouvement pour des particules qui suivent des géodésiques de l'espace-temps associé à un trou noir en rotation de Kerr ou de Kerr-Newmann. C'est une fonction quadratique de la quantité de mouvement de la particule. Elle correspond à la quatrième constante du mouvement dans les métriques décrivant les trous noirs en rotation, assurant ainsi que les trajectoires de particules uniquement soumises au champ de gravitation de ces objets sont intégrables.

## Histoire
L'éponyme de la constante de Carter, (en anglais : Carter constant), est le physicien australien Brandon Carter (1942-), qui en a découvert l'existence en 1968,, à partir de la séparabilité de l'équation de Hamilton-Jacobi,,.

## Formule
Soit une particule test de masse au repos {\displaystyle \mu } et de charge électrique {\displaystyle e} se mouvant dans le champ extérieur d'un trou noir de Kerr-Newmann. La constante de Carter, associée à la particule, est donnée par, :
{\displaystyle C=p_{\theta }^{2}+\cos ^{2}\theta \left[a^{2}\left(\mu ^{2}-E^{2}\right)+\sin ^{-2}\theta \,L_{z}^{2}\right]},
où :
- {\displaystyle \cos } et {\displaystyle \sin } sont respectivement le cosinus et le sinus ;
- {\displaystyle \mu } est la masse au repos[11] ;
- {\displaystyle E} est l'énergie à l'infini[12] ;
- {\displaystyle L_{z}} est la composante axiale du moment cinétique[13].

La constante K est souvent utilisée à la place de la constante C :
{\displaystyle K=C+\left(L_{z}-aE\right)^{2}}.
La formulation la plus élégante de la constante de Carter fait appel au formalisme des tenseurs de Killing, objets dont l'existence assure celle d'une constante du mouvement associée. Ce tenseur de Killing s'écrit sous la forme
{\displaystyle K_{ab}=2\Sigma l_{(a}n_{b)}-r^{2}g_{ab}},
où les vecteurs l et n sont définis par
{\displaystyle l^{a}={\frac {1}{\Delta }}\left((r^{2}+a^{2})\left({\frac {\partial }{\partial t}}\right)^{a}+a\left({\frac {\partial }{\partial \phi }}\right)^{a}+\Delta \left({\frac {\partial }{\partial r}}\right)^{a}\right)},
{\displaystyle n^{a}={\frac {1}{2\Sigma }}\left((r^{2}+a^{2})\left({\frac {\partial }{\partial t}}\right)^{a}+a\left({\frac {\partial }{\partial \phi }}\right)^{a}-\Delta \left({\frac {\partial }{\partial r}}\right)^{a}\right)},
la quantité a représentant le moment cinétique par unité de masse du trou noir exprimé dans le système d'unités géométriques (tel que la vitesse de la lumière et la constante de gravitation ont pour valeur numérique 1), et le système de coordonnées {\displaystyle (t,r,\theta ,\phi )} utilisé est celui dit de Boyer-Lindquist, utilisé habituellement pour décrire les métriques de ces objets.
Avec l'ensemble de ces notations, la constante de Carter, traditionnellement notée C, vaut
{\displaystyle C=K_{ab}u^{a}u^{b}},
où u est la quadrivitesse décrivant la trajectoire considérée, le long de laquelle C est donc constante.